# Dsamyn-Üüd
Dsamyn-Üüd (mongolisch Замын-Үүд; ᠵᠠᠮ ᠤᠨ
 ᠡᠭᠦᠳᠡ, chinesisch 扎门乌德, Pinyin zāmén wūdé, englisch: Zamyn-Üüd, deutsch „Straßen-Tor“; auch: Dzamiin Üüde) ist ein Sum (Distrikt) des Aimag (Provinz) Dorno-Gobi-Aimag im Südosten der Mongolei an der Grenze zu China. 2008 wurden 11.527 Einwohner gezählt.

## Geschichte
Der Name „Dsamyn-Üüd“ (Zamyn-Üüd) bezieht sich auf den Namen der ehemaligen Siedlung Dzamiin Üüde etwa 101 km nordwestlich der modernen Stadt (⊙). Weitere Namensformen: Cha-men-wu-te, Chamu Ut, Dsamin Ude, Dzamiin Ude, Dzamiin Üüde, Dzamïn Üüd, Dzamiyn Ude, Dzamön Ude, Dzamöyn Ude, Dzamyn Ude, Dzamyym Ude, Dzamyyn Ude, Ikhe Lide, Ikhe Ude, Kolodets Ude, Udde, Ude, Udei, Uteh, Wu-te, Wuteh, Zamun Ude.

## Geographie
Die heutige Stadt liegt an der alten Handelsroute zwischen Beijing und Urga/Ulaanbaatar und ist heute eine Grenzstadt an der Grenze zwischen der Mongolei und China. Sie liegt auf einer Höhe von 967 m. Auf chinesischer Seite, im Südosten, schließt sich fast unmittelbar Erenhot an. In der Wüstenebene Hadatïn Hür (Ha-ta-t’ing-hu-erh) gab es ursprünglich wohl nur Staubpisten und die Eisenbahnlinie (Transmongolische Eisenbahn, Ji’er Line 集二线), für die an den Grenzposten größere Bahnhöfe errichtet wurden. Die Grenze ist markiert durch große tor-förmige Gebäude. Die Fernstraße wird mittlerweile durch eine Umgehung um den Siedlungskern von Dzamin Üüd herumgeleitet, wobei es kein ausgeprägtes Stadtzentrum gibt. Die Stadt war ein klassisches Straßendorf und alle abzweigenden Straßen verliefen orthogonal zur Handelsroute.
Ein Teil der Siedlung heißt Borhoyn Tal (Cha-men-wu-te, Chamu Ut). Landmarken in der Nähe sind die Hügel Dörvölj Tolgoy(⊙), Dündzetiyn Uhaa (⊙) und es gibt mehrere „Cairns“ (Uyaa Dambïn Hoyor Ovoo <Wu-ya-tam-pin-hao-yao-erh-ao-pao/Wu-ya-tan-pin-hao-yao-erh-ao-pao>, Shavar Ovoo <Sha-pa-erh-ao-pao>).
Südlich der Siedlung liegt der Sumpf Bulangiyn Toyrom (Pu-lang-ken-t’ui-jao-mu, ⊙) und weiter nordwestlich an der Handelsroute die Wasserstelle Sebhüüliin Nuur (Ozero Sibkhulin-nur, Sibhulin Nuur, ⊙).
Im Norden gibt es eine Abzweigung der Handelsstraße bei der Bahnhaltestelle Schargin Ovoo (Шаргын-Овоо, ⊙).

## Grenzposten
Die Grenzkontrollen zählten 2004 mehr als 950.000 Grenzübertritte.
Im April 2007 begann der Bau einer befestigten Straße (AH 3) von Tschoir nach Dsamyn-Üüd via Sainschand. Die Fertigstellung zog sich bis 2013. Eine neue ausgebaute Grenzstation wurde ebenfalls 2013 in Betrieb genommen.
2004 wurde eine „Zamyn-Uud Free Economic Zone“ gegründet. Das Areal mit 900 ha liegt zwischen Dsamyn-Üüd und der chinesischen Grenze.

### Klima
Dsamyn-Üüd hat ein kaltes Wüstenklima mit der Kurzbezeichnung BWk nach dem Köppen-Geiger-System. Es gibt sehr warme Sommer und sehr kalte Winter. Niederschlag fällt vor allem im Sommer (Mai) als Regen, und es gibt ein wenig Schnee im September. Die Winter sind sehr trocken.
|                       | Jan   | Feb   | Mär   | Apr  | Mai  | Jun  | Jul  | Aug  | Sep  | Okt  | Nov   | Dez   |   |      |
| Mittl. Tagesmax. (°C) | −11   | −6    | 4,8   | 14,4 | 23,0 | 27,8 | 29,8 | 27,7 | 21,4 | 13   | 1,4   | −8,6  | ⌀ | 11,6 |
| Mittl. Tagesmin. (°C) | −24,7 | −21,8 | −11,9 | −2   | 6,8  | 12,4 | 16,2 | 14,3 | 6,7  | −2,3 | −12,7 | −21,8 | ⌀ | −3,3 |
|                       |       |       |       |      |      |      |      |      |      |      |       |       |   |      |
| Niederschlag (mm)     | 1,9   | 1,3   | 1,6   | 3,8  | 7,1  | 14,9 | 28,5 | 29,1 | 14,0 | 5,8  | 1,9   | 1,1   | Σ | 111  |

| −24,7 |

| −21,8 |

| −11,9 |

| −2 |

| 6,8 |

| 12,4 |

| 16,2 |

| 14,3 |

| 6,7 |

| −2,3 |

| −12,7 |

| −21,8 |

| −24,7 |

| −21,8 |

| −11,9 |

| −2 |

| 6,8 |

| 12,4 |

| 16,2 |

| 14,3 |

| 6,7 |

| −2,3 |

| −12,7 |

| −21,8 |